# Ewgenios Gortsaniuk
Ewgenios Gortsaniuk (gr. Ευγένιος Γκορτσάνιουκ; ur. 11 października 1987 w Charkowie) – grecki siatkarz pochodzenia ukraińskiego, grający na pozycji przyjmującego.

## Sukcesy klubowe
Mistrzostwo Ukrainy:
- 2001
- 2000

Puchar Grecji:
- 2002, 2004, 2019

Liga Mistrzów:
- 2009
- 2002

Mistrzostwo Grecji:
- 2002, 2007, 2008
- 2003, 2011, 2012, 2019
- 2004

Superpuchar Grecji:
- 2007, 2008

Puchar Ligi Greckiej:
- 2012

Mistrzostwo Kazachstanu:
- 2013

Mistrzostwo Rumunii:
- 2020